# 705
سنة 705 م كانت سنة بسيطة تبدأ يوم الخميس (الرابط يظهر نموذج التقويم الكامل للسنة) من التقويم اليولياني. بدأت تسمية السنة ب705 منذ العصور الوسطى المبكرة، عندما أصبح تقويم أنو دوميني هو الأسلوب السائد في أوروبا لتسمية السنوات.

## مواليد
- يزيد بن عمر بن هبيرة
- تيبيريوس (ابن جستنيان الثاني)
- خالد بن برمك

## وفيات
- عبد الملك بن مروان
- عطية بن عمرو العنبري